# Проглашење Народне Републике Кине
Проглашење Народне Републике Кине објавио је Мао Цедунг, председник Комунистичке партије Кине  1. октобра 1949. године на тргу Тјенанмен у Пекингу. Владу нове државе, формално названу Централна народна влада, Мао је прогласио на церемонији којом је обележено оснивање Народне Републике Кине.
Раније је КП Кине прогласила успостављање Кинеске Совјетске Републике унутар дисконтинуираних територија Кине које су контролисали, 7. новембра 1931. у Чуићину. КСР је трајала седам година све док није укинута 1937. године.
„Марш добровољаца“ одсвиран је као нова национална химна, а нова национална застава Народне Републике Кине (Црвена застава са пет звездица) званично је откривена и по први пут подигнута током прославе. Као поздрав проглашењеу испаљен је 21 пуцањ топа у даљини. Прва јавна војна парада Народноослободилачке армије одржана је након подизања државне заставе уз свирање химне НР Кине.
Република Кина се повукла на острво Тајван до децембра 1949. године.

## Проглашење
Тачно у 15:00 часова по пекиншком времену 1. октобра 1949, Мао је објавио нацији са врха Тјенанменске капије:
同胞们,中华人民共和国中央人民政府今天成立了！

Сународници, данас је основана Централна народна влада НР Кине!
Након што је одсвирана национална химна, Мао је прогласио оснивање Народне Републике Кине на капији Тјенанмена, изјавивши:
Народ широм Кине био је уроњен у горку патњу и невоље откако је реакционарна влада Чанг Кај Шекова Куоминтанга издала отаџбину, удружила се са империјалистима и покренула контрареволуционарни рат. Срећом, наша Народноослободилачка армија, коју подржава цео народ, херојски и несебично се бори за одбрану територијалног суверенитета наше отаџбине, за заштиту живота и имовине народа, за ослобађање народа од страдања и за његова права, и на крају је избрисала реакционарне трупе и збацила реакционарну владавину националистичке владе. Сада је Народноослободилачки рат у основи добијен, а већина народа у земљи је ослобођена. На овој основи, одржана је прва седница Кинеске народне политичке консултативне конференције, састављене од делегата свих демократских партија и народних организација Кине, Народноослободилачке армије, разних региона и националности земље, те прекоморских Кинеза и других патриотских елемената.
Представљајући вољу целе нације, [ова седница конференције] донела је органски закон Централне народне владе Народне Републике Кине, изабрала је
- Мао Цедунга као председника Централне народне владе;
- Џу Де, Љу Шаоћи, Сонг Ћинглинг, Ли Јишен, Џанг Лан и Гао Ганг као (потпредседници Централне народне владе); и
- Чен Ји, Хе Лонг, Ли Лисан, Лин Боку, Је Ђаниинг, Хе Сјиангнинг, Лин Бјао, Пенг Дехуај, Љу Боченг, Ву Јуџанг, Сју Сјангћан, Пенг Џен, Бо Јибо, Ње Чонгџен, Џоу Енлај, Донг Биву, Сафијудин Азизи, Чао Шуши, Тан Ках-ки [Чен Ђагенг], Луо Чонгхуан, Денг Зихуеј, Уланху, Ксу Тели, Цаи Чанг, Љу Гепинг, Ма Јинчу, Чен Јун, Канг Шенг, Лин Фенг, Ма Сјулун, Гуо Моруо, Џанг Јунји, Денг Сјаопинг, Гао Чонгмин, Шен Јунчу, Шен Јанбинг, Чен Шутонг, Сето Меи-тонг [Ситу Меитанг], Ли Сјијиу, Хуанг Јанпеј, Цај Тингкај, Сји Џонгкун, Пенг Земин, Џанг Џиџонг, Фу Зуоји, Ли Џучен, Ли Џангда, Џанг Нансјан, Љу Јази, Џанг Донгсун и Лонг Јун као чланови савета за формирање Централног савета народне владе,

прогласио оснивање Народне Републике Кине и одлучио да Пекинг буде главни град НР Кине.
Савет Централне народне владе Народне Републике Кине ступио је данас на дужност у престоници и једногласно је донео следеће одлуке:
- да прогласи оснивање Централне народне владе Народне Републике Кине;
- да усвоји Заједнички програм Кинеске народне политичке консултативне конференције као политику владе;
- да изабере Лин Боку из реда чланова савета за генералног секретара Савета Централне народне владе;
- да именује Џоу Енлаја за премијера Владиног административног савета Централне народне владе и истовремено министра спољних послова,
- Мао Цедунг као председник Народне револуционарне војне комисије Централне народне владе,
- Џу Де као врховни командант Народноослободилачке војске,
- Шен Јунчу као председник Врховног народног суда Централне народне владе, и
- Луо Чонгхуан као генерални прокурист Врховног народног тужилаштва Централне народне владе,

и да им задужи задатак брзог формирања разних органа власти за обављање послова владе.
Истовремено, Централни савет народне владе одлучио је да изјави владама свих других земаља да је ова влада једина легална влада која представља све народе Народне Републике Кине. Ова влада је вољна да успостави дипломатске односе са сваком страном владом која је вољна да поштује принципе једнакости, узајамне користи и узајамног поштовања територијалног интегритета и суверенитета.
Пекинг, 1. октобар 1949. године

— Мао Цедунг

председавајући

Централне народне владе Народне Републике Кине

## Прославе
Прва војна парада поводом Дана државности одржана је одмах након проглашења НР Кине. Под командом Ње Чонгчена, команданта Северне кинеске војне области и коју је прегледао Џу Де, главнокомандујући НРА, у паради је учествовало око 16.000 официра и припадника НРА. Парада, која је одобрена у јуну 1949, била је прва велика и модерна кинеска војна парада, при чему та земља никада раније није вршила јавни преглед трупа под претходним владама. Љу Боченг је предложио директорима параде Јанг Ченгву и Танг Јанђије да се организују у совјетском формату, пошто је лично присуствовао војној паради на Црвеном тргу у Москви. Оркестар Северне војне области (сада Централни војни оркестар НРА) пружио је музичку пратњу која је укључивала војну химну Народноослободилачке армије.